# Ebubekir Pascha
Ebubekir Pascha (osmanisch ابوبکر پاشا, türkisch Ebubekir Paşa; geb. 1670 in Alaiye; gest. 1757/1758), auch bekannt als Koca Bekir Pascha, war ein hoher osmanischer Verwaltungsbeamter.

## Leben
Ebubekir wurde 1670 in Alaiye geboren. Er war Gouverneur (Beylerbey) der Provinzen Ägypten, Abessinien, Zypern und Bosnien sowie Leiter der kaiserlichen Münze. Ebubekir Pascha, der auch der Wesir war, war sehr reich. Er erwarb sich große Verdienste um das öffentliche Wohl. Er hat in jeder Stadt, in der er Gouverneur war, viele große Bau- und Flächennutzungsprojekte unterzeichnet.
Während seiner Amtszeit als Gouverneur von Zypern trug er zur Wiederbelebung der lokalen Wirtschaft bei, indem er mit seinen persönlichen Mitteln 23 Geschäfte in Nikosia baute. Mit seinen Diensten während seiner Amtszeit auf Zypern erlangte er die Wertschätzung einheimischer und ausländischer Beobachter. So beschreibt der schottische Reiseschriftsteller  Alexander Drummond (1698 -1769) ausführlich die von ihm organisierten und finanzierten Arbeiten zur Wasserversorgung in Zypern, s. a.  Bekir-Pascha-Aquädukt.
Ebubekir Pascha starb 1757 oder 1758 im Alter von etwa 88 Jahren und wurde in Aksaray, Istanbul, begraben.